# 프리마 카테고리아 1906
프리마 카테고리아 1906는 9번째로 열리는 이탈리아 축구 리그의 최상위 대회이며, 본 시즌은 1906년 1월 7일에 시작하여 1906년 5월 6일에 종료했다. 우승구단은 밀란이며, 두 번째 우승을 거두었다.
이번 시즌 결선 선두 구단이 유벤투스와 밀란으로 복수였던 관계로 결정전이 불가피 했고 두 경기만에 우승 구단이 결정됐다. 두 구단 간의 첫번째 결정전이 0-0으로 끝났고, 재경기가 열리게 됐다. 하지만 유벤투스가 불참을 선언함에 따라, 밀란이 몰수경기로 2-0 승리를 거두며 우승 구단이 됐다.

## 시즌
본 토너먼트 대회는 페데라치오네 이탈리아나 델 풋볼(FIF)에서 주최한 아홉 번째 이탈리아 축구 리그다.

### 구성
이번 "프리마 카테고리아" 대회는 이전 시즌의 규정과 동일하게 진행되어, 홈-어웨이의 방식이 유지되고, 세 지역에서 예선을 가져 지역 대표가 전국 단위의 결선에 진출하는 구성이 유지됐다.

### 대회
이번 아홉 번째 이탈리아 축구 리그 대회는 악천후와 규정 분쟁 등으로 인해 우여곡절이 있었다. 첫번째 논쟁은 롬바르디아 예선 중 1월 14일에 열렸고 밀란의 승리로 끝난 밀라네세와 밀란 간의 2차전이다. 경기 후 밀라네세는 경기 결과에 두 가지 근거로 항의를 했다. 첫 번째는 규정과 다르게 네덜란드 국적의 프랑수아 메노 크노터 선수를 출전시킨 것이었고, 나머지 이유는 경기 86분 경에 날이 어두워져서 경기를 중단된 것이다. 1월 28일 연맹은 경기를 승인하지 않기로 하고, 2월 4일에 재경기를 하라는 결정을 내렸으나, 밀라네세는 경기의 결과를 대의적 차원에서 받아들이기로 결정했고, 연맹의 법적 판단에 만족을 표했다. 밀란은 도시 라이벌을 꺾고 결선에 진출하여 안드레아 도리아를 꺾고 올라온 제노아와, 피에몬테의 유일한 참가 구단인 유벤투스를 상대하게 됐다.
결선은 악천후 영향을 여러 받았다. 밀란 - 제노아 경기는 2월 11일에 잡혀있었으나, 제노아는 강설로 인해 밀라노로 갈 수가 없었다. 밀란은 승리를 위한 몰수 경기 요구를 하지 않았고, 경기는 4월 8일로 연기됐고, 제노아 - 밀란 경기는 예정대로 3월 4일에 열렸다. 그 다음주 유벤투스 - 밀란 경기도 같은 이유로 경기를 펼칠 수 없었고, 이 경기 또한 3월로 연기됐다. 이 경기는 설상가상으로 심판의 판정 논란으로 상황은 더욱 복잡해졌는데, 3월 18일 유벤투스 - 제노아 경기에서 밀라노 출신의 심판인 움베르토 메아차는 판정 논란의 주인공이 됐다. 메아차 주심은 오프사이드의 이유로 제노아의 골을 취소시켰고, 그 후 제노아에게 (아마도 골 취소에 대한 보상으로)두 번의 페널티킥을 주었고, 두 번 모두 유벤투스 골키퍼인 두란테가 막았다. 제노아 선수 괴츠로프가 유벤투스의 디먼트 선수에게 심한 파울을 범하자, 제노아 선수와 관중 사이에서 다툼이 벌어졌고, 급기야 양 구단의 선수들과 코치 진들 또한 싸움에 참여했다. 이로서 경기는 유벤투스가 1-0으로 우세한 가운데 중지됐다. FIF는 3월 25일에 토리노에서 재경기를 진행하기로 했으나, 필드로 들어가기 전 제노아 선수단은 관중의 강한 적의를 이유로 경기에 뛰지 않겠다고 했다. 연맹은 4월 1일 중립 구장인 밀라노에서 재경기를 가지기로 했으며 2-0으로 유벤투스가 승리를 가져갔다. 유벤투스가 제노아를 이기면서 제노아는 우승 확률이 없어졌고 예정됐던 밀란과의 리그 마지막 경기를 불참하며, 밀란에게 몰수 경기로 승리를 넘겨줬다.
제노아의 빠른 단념과 더불어 4월 22일 결선 마지막 경기에서 밀라노가 유벤투스를 상대로 승리를 거두며, 밀란은 유벤투스와 승점 동점으로 결선 공동 1위로 올라서게 됐다. 이에 따라 최다 득점 구단의 경기장에서 우승 결정전이 열리게 됐다. 제노아와 몰수 경기에서 얻은 2득점이 더해져 밀란은 6득점, 유벤투스의 5득점으로, 이론 상으로는 밀란의 홈에서 열러야했다. 하지만 FIF는 위의 두 득점은 가공의 득점이고 이러한 목적으로 계산돼서는 안된다는 입장을 밝혔다. 그리하여 전 시즌 우승 구단인 유벤투스의 "실재" 5득점과 밀란의 4득점으로 토리노에서 결정전이 열리게 됐다. 첫 결정전이 연장전까지 갔지만 0-0 무승부로 끝났다. 밀란은 연맹에 적어도 중립 경기장에서 경기를 치루길 원한다 했고, 유벤투스는 위의 사건을 이유로 제노바에서 만큼은 경기를 가질 수 없다고 표명했다. 이러한 상황 속에서, FIF는 일전에 몰수 경기 득점을 제외한 것에 대한 미안함으로 보이는 결정을 내리는데, US 밀라네세의 구장이 있는 아포리(밀라노 인근 시)를 중립경기장으로 결정한 것이었다. 유벤투스는 아포리는 중립 지역이 아니라며 반발하며, 경기 참가를 거부했고, 결정전 없이 우승 타이틀이 밀란에게 주어졌다.

## 참가 구단

### 리구리아
| 구단            | 도시   | 지난 시즌                            |
| --------------- | ------ | ------------------------------------ |
| 안드레아 도리아 | 제노바 | 프리마 카테고리아 리구리아 지역 예선 |
| 제노아          | 제노바 | 프리마 카테고리아 결선 2위           |

### 롬바르디아
| 구단        | 도시   | 지난 시즌                              |
| ----------- | ------ | -------------------------------------- |
| 밀란        | 밀라노 | 프리마 카테고리아 롬바르디아 지역 예선 |
| US 밀라네세 | 밀라노 | 프리마 카테고리아 결선 3위             |

### 피에몬테
| 구단     | 도시   | 지난 시즌              |
| -------- | ------ | ---------------------- |
| 유벤투스 | 토리노 | 프리마 카테고리아 우승 |

## 리구리아 예선

### 경기 결과

#### 일정
| 제노아                                        | 3 – 1 | 안드레아 도리아 |
| --------------------------------------------- | ----- | --------------- |
| 파스테우르 I 10′ · 파스테우르 II 15′ · 마이어 |       | 아메이          |

| 안드레아 도리아 | 0 – 1 | 제노아            |
| --------------- | ----- | ----------------- |
|                 |       | 발렌틴 그로마츠키 |

### 결과
- 제노아가 결선 진출.

## 롬바르디아 예선

### 경기 결과

#### 일정
| 밀란                              | 4 – 3 | US 밀라네세                      |
| --------------------------------- | ----- | -------------------------------- |
| 페드로니 · 기거 · 말바노 · 비트머 |       | 보이오키 · 프란치오시 · 바리스코 |

| US 밀라네세 | 1 – 2 | 밀란          |
| ----------- | ----- | ------------- |
| 크레모네시  |       | 비트머 · 리치 |

### 결과
- 밀란이 결선 진출.

## 피에몬테 예선

### 결과
- 유벤투스가 유일한 참가 구단이며, 결선 진출.

## 결선

### 순위
| 순위 | 팀       | 경기 | 승 | 무 | 패 | 득 | 실 | 차 | 승점 |
| ---- | -------- | ---- | -- | -- | -- | -- | -- | -- | ---- |
| 1    | 밀란 (C) | 4    | 2  | 1  | 1  | 6  | 4  | +2 | 5    |
| 2    | 유벤투스 | 4    | 2  | 1  | 1  | 5  | 3  | +2 | 5    |
| 3    | 제노아   | 4    | 0  | 2  | 2  | 3  | 8  | -5 | 2    |

- 범례 :

  이탈리아 챔피언

#### 우승 주역
| 포메이션 (2-3-5)                                                                    | 선수 (포지션)          |
| ----------------------------------------------------------------------------------- | ---------------------- |
| 트레레 II 킬핀 모다 보샤르트 기거 호이베르거 페드로니 I 리치 비트머 트레레 I 말바노 | 아틸리오 트레레 II     |
| 트레레 II 킬핀 모다 보샤르트 기거 호이베르거 페드로니 I 리치 비트머 트레레 I 말바노 | 허버트 킬핀 (주장)     |
| 트레레 II 킬핀 모다 보샤르트 기거 호이베르거 페드로니 I 리치 비트머 트레레 I 말바노 | 구이도 모다            |
| 트레레 II 킬핀 모다 보샤르트 기거 호이베르거 페드로니 I 리치 비트머 트레레 I 말바노 | 알프레트 보샤르트      |
| 트레레 II 킬핀 모다 보샤르트 기거 호이베르거 페드로니 I 리치 비트머 트레레 I 말바노 | 오스카 요제프 기거     |
| 트레레 II 킬핀 모다 보샤르트 기거 호이베르거 페드로니 I 리치 비트머 트레레 I 말바노 | 한스 마이어 호이베르거 |
| 트레레 II 킬핀 모다 보샤르트 기거 호이베르거 페드로니 I 리치 비트머 트레레 I 말바노 | 구이도 페드로니 I      |
| 트레레 II 킬핀 모다 보샤르트 기거 호이베르거 페드로니 I 리치 비트머 트레레 I 말바노 | 주세페 리치            |
| 트레레 II 킬핀 모다 보샤르트 기거 호이베르거 페드로니 I 리치 비트머 트레레 I 말바노 | 에른스트 비트머        |
| 트레레 II 킬핀 모다 보샤르트 기거 호이베르거 페드로니 I 리치 비트머 트레레 I 말바노 | 알레산드로 트레레 I    |
| 트레레 II 킬핀 모다 보샤르트 기거 호이베르거 페드로니 I 리치 비트머 트레레 I 말바노 | 움베르토 말바노        |

### 경기 결과

#### 일정
| 홈 (1라운드) | 홈 (1라운드) | 대진 1          | 원정 (4라운드) | 원정 (4라운드) |
|              |              |                 |                |                |
| 1월 21일     | 1-1          | 제노아-유벤투스 | 0-2            | 4월 1일        |
| 휴식: 밀란   |              |                 |                |                |

| 홈 (2라운드)   | 홈 (2라운드) | 대진 2      | 원정 (5라운드) | 원정 (5라운드) |
|                |              |             |                |                |
| 3월 4일        | 2-2          | 제노아-밀란 | 0-2            | 4월 8일        |
| 휴식: 유벤투스 |              |             |                |                |

| 홈 (3라운드) | 홈 (3라운드) | 대진 3        | 원정 (6라운드) | 원정 (6라운드) |
|              |              |               |                |                |
| 3월 11일     | 2-1          | 유벤투스-밀란 | 0-1            | 4월 22일       |
| 휴식: 제노아 |              |               |                |                |

## 결정전

### 1차 결정전
| 유벤투스 | 0 – 0 (연장전) | 밀란 |
| -------- | -------------- | ---- |
|          |                |      |

#### 재경기
| 밀란 | 2 – 0 | 유벤투스 |
| ---- | ----- | -------- |
|      |       |          |